# クレイジーボックス
株式会社クレイジーボックス（英: CRAZY BOX）は、日本の芸能事務所。日本声優事業社協議会会員。主にナレーター、声優のマネージメントを行っている。

## 概要
アーツビジョンのグループプロダクションとして、2000年1月12日に設立された。関連会社として、1990年に設立された声優養成所の日本ナレーション演技研究所が存在する。
事業内容としては、芸能人の育成および出演契約の代理業務、舞台演劇とコンサートの企画・制作・興業、各種イベントの企画・制作・運営、テレビ・ラジオ番組およびコマーシャルフィルムの企画・制作、芸能人のファンクラブ運営、音楽出版および楽曲・原版制作をそれぞれ行っている。

## 所属ナレーター・声優

### 男性
- 大塚芳忠
- 奥田民義
- 安部憲人
- 荒木健志
- 加藤ルイ
- 栗田圭
- 中村純也
- 古屋亜南
- 村本享太郎
- 森脇陸三
- 脇本健太郎

### 女性
- 植田千尋
- 木村美咲
- 楠原志乃
- 黒田ひとみ
- 幸田直子
- 佐藤英恵
- 瀬名波仁菜
- 永坂美優紀
- 中道美穂子
- 根本優奈
- 本丸仁美
- 南澤まお
- 山出琴音
- 星ノ谷しずく
- 山田みほ
- ラマルファミッシェル立山
- 渡ゆうか

## かつて所属していた主なナレーター・声優
- 岩見聖次（現所属：アトミックモンキー）
- 江尻拓己（現所属：アトミックモンキー）
- 和優希（現所属：ステイラック）
- 神谷早矢佳（現所属：アスレーベン）
- 亀谷祐馬（フリー）
- 神田和佳
- 竹田雅則（フリー）
- 辻谷耕史（フリー転向後死去）
- 西村江太郎（現所属：東京俳優生活協同組合）
- 初村健矢（現所属：東京俳優生活協同組合）
- 松宮可奈（フリー）
- 森永彩斗（現所属：マウスプロモーション）
- やがら純子（フリー）
- 山県びわ
- 渡部恵子（フリー）